# Кібчик амурський
Кібчик амурський (Falco amurensis) — вид хижих птахів родини соколових (Falconidae).

## Поширення
Птах гніздиться на північному сході Китаю, сході Монголії, Далекому Сході Росії та суміжних прикордонних районах Північної Кореї. На зимівлю мігрує на південний схід Африки.

## Опис
Невеликий сокіл, завдовжки 26-30 см. Розмах крил коливається від 63 до 71 см. Самиці на 15 відсотків важчі за самців; найважчі самиці важили 188 г, а найважчі самці — 155 г. Самці мають характерне темно-сіро-коричневе пір'я, чим схожий на меланістичну форми малого яструба, але відрізняється каштановим дзьобом. Верхня поверхня дорослих самиць темно-сланцево-сіра з нечіткими темнішими хвилястими відмітками. Голова і шия чорно-сірі. Горло жовтувато-біле, горло біле. Впадає в очі вузька чорна смуга бороди. Нижня сторона блідого світло-коричнево-помаранчевого кольору з чіткими чорними відмітками, розташованими поздовжніми рядами. Підхвіст, черевце і оперення ніг вицвілі світло-помаранчеві. Ноги і пальці яскраво-червоні, як і у самців.